# Achot-Sargis Arçrouni
Achot-Sargis ou Sargis-Achot Arçrouni (né vers 874/877, mort le 13 novembre 903) est un prince de Vaspourakan appartenant à la dynastie arménienne des Arçrouni. Il a régné de 887 à sa mort en 903.

## Contexte
Depuis la fin du VIIe siècle, l'Arménie est une province sous domination arabe, dirigée par un ostikan (« gouverneur ») arabe représentant le Calife omeyyade puis abbasside, et est un champ de bataille entre celui-ci et l'Empire byzantin jusqu'au début du IXe siècle. Afin de renforcer leur autorité, ces ostikans implantent dans les diverses contrées arméniennes des émirs ; le Vaspourakan, province historique arménienne où sont situés les domaines des Arçrouni, n'échappe pas à la règle. Cette famille profite cependant des volontés d'autonomie des émirs locaux et de l'opposition qu'elles créent avec le gouverneur pour progressivement étendre son autorité dans la province : en 850 et sans que l'on sache trop comment, les Arçrouni sont ichkans (« princes ») de Vaspourakan. La reprise en main de l'Arménie par le général turc Bougha au nom du Calife al-Mutawakkil dans les années 850 affecte de nombreux nakharark dont les Arçrouni ; ces derniers sont ensuite affaiblis par des dissensions familiales.

## Biographie
Fils aîné de Grigor-Dérénik, prince de Vaspourakan, et de Sophie Bagratouni, elle-même fille d'Achot Ier Bagratouni, roi bagratide d'Arménie, Achot-Sargis naît entre 874 et 877. Grigor-Dérénik ayant été tué en 887 lors d'une embuscade tendue alors qu'il tente de soumettre l'émir de Her, ses trois fils mineurs (Achot-Sargis, Gagik et Gourgen) sont placés sous la régence d'un membre de la famille, Gagik Aboumerwan, désigné par le prince des princes arméniens Achot Ier mais peu accepté par la noblesse, et qui a combattu Grigor-Dérénik. Ce régent tente alors de capter l'héritage, probablement avec l'aide de l'oncle des princes, Smbat Ier d'Arménie (qui a succédé à Achot Ier), unit Achot-Sargis à sa propre fille, Iséta (ou Séda), et lui impose des échanges de territoires peu favorables. En parallèle, l'émir sajide d'Azerbaïdjan et représentant du Calife abbasside, Afchin, qui essaie de diviser les dynastes arméniens, entre en contact avec le jeune prince et finit par le convaincre d'accepter sa suzeraineté. Fort mécontent, Smbat Ier apporte alors son soutien au régent, qui emprisonne les trois princes et se voit confirmer son titre de prince de Vaspourakan. Pour se racheter de sa défection lors d'une opération militaire menée par Smbat Ier en 898, il libère Gagik, qui le tue et délivre ses deux frères, permettant ainsi à son aîné Achot-Sargis de reprendre les rênes de la principauté.
Achot-Sargis doit néanmoins faire allégeance à Afchin, à qui il remet Gagik en otage ; après sept mois, Gagik est remplacé par Gourgen qui, maltraité, s'échappe, provoquant l'occupation du Vaspourakan par Afchin jusqu'en 901 ; les troupes de ce dernier parties, Achot-Sargis se consacre alors à la reconquête de son domaine. Il participe ensuite à une expédition de Smbat Ier contre la Siounie.
Achot-Sargis, qui a épousé Séda, fille de Gagik Aboumervan (régent puis anti-prince de Vaspourakan), meurt sans héritier à l'âge de 29 ans, le 13 novembre 903, et le Vaspourakan est alors divisé entre ses frères Gagik et Gourgen.

## Parentèle simplifiée
Les principaux liens familiaux d'Achot-Sargis Arçrouni peuvent se résumer au moyen de l’arbre suivant :
| Aschot Arçrouni | Aschot Arçrouni | Aschot Arçrouni | Aschot Arçrouni | Aschot Arçrouni                        | Aschot Arçrouni                        |                                        |                                        |                                        |                                        |    |    | Achot Ier Bagratouni Roi d'Arménie | Achot Ier Bagratouni Roi d'Arménie | Achot Ier Bagratouni Roi d'Arménie | Achot Ier Bagratouni Roi d'Arménie | Achot Ier Bagratouni Roi d'Arménie | Achot Ier Bagratouni Roi d'Arménie |                                  |                                  | Katranide                                | Katranide                                | Katranide                                | Katranide                                | Katranide                                | Katranide                                |        |        | Achot Ier Arçrouni Prince de Vaspourakan | Achot Ier Arçrouni Prince de Vaspourakan | Achot Ier Arçrouni Prince de Vaspourakan | Achot Ier Arçrouni Prince de Vaspourakan | Achot Ier Arçrouni Prince de Vaspourakan | Achot Ier Arçrouni Prince de Vaspourakan |                                      |                                      | Hranouch                             | Hranouch                             | Hranouch                         | Hranouch                         | Hranouch                         | Hranouch                         |  |  |  |  |  |  |  |  |  |  |
| Aschot Arçrouni | Aschot Arçrouni | Aschot Arçrouni | Aschot Arçrouni | Aschot Arçrouni                        | Aschot Arçrouni                        |                                        |                                        |                                        |                                        |    |    | Achot Ier Bagratouni Roi d'Arménie | Achot Ier Bagratouni Roi d'Arménie | Achot Ier Bagratouni Roi d'Arménie | Achot Ier Bagratouni Roi d'Arménie | Achot Ier Bagratouni Roi d'Arménie | Achot Ier Bagratouni Roi d'Arménie |                                  |                                  | Katranide                                | Katranide                                | Katranide                                | Katranide                                | Katranide                                | Katranide                                |        |        | Achot Ier Arçrouni Prince de Vaspourakan | Achot Ier Arçrouni Prince de Vaspourakan | Achot Ier Arçrouni Prince de Vaspourakan | Achot Ier Arçrouni Prince de Vaspourakan | Achot Ier Arçrouni Prince de Vaspourakan | Achot Ier Arçrouni Prince de Vaspourakan |                                      |                                      | Hranouch                             | Hranouch                             | Hranouch                         | Hranouch                         | Hranouch                         | Hranouch                         |  |  |  |  |  |  |  |  |  |  |
|                 |                 |                 |                 |                                        |                                        |                                        |                                        |                                        |                                        |    |    |                                    |                                    |                                    |                                    |                                    |                                    |                                  |                                  |                                          |                                          |                                          |                                          |                                          |                                          |        |        |                                          |                                          |                                          |                                          |                                          |                                          |                                      |                                      |                                      |                                      |                                  |                                  |                                  |                                  |  |  |  |  |  |  |  |  |  |  |
|                 |                 |                 |                 |                                        |                                        |                                        |                                        |                                        |                                        |    |    |                                    |                                    |                                    |                                    |                                    |                                    |                                  |                                  |                                          |                                          |                                          |                                          |                                          |                                          |        |        |                                          |                                          |                                          |                                          |                                          |                                          |                                      |                                      |                                      |                                      |                                  |                                  |                                  |                                  |  |  |  |  |  |  |  |  |  |  |
| Vahan           | Vahan           | Vahan           | Vahan           | Vahan                                  | Vahan                                  |                                        |                                        | Ne                                     | Ne                                     | Ne | Ne | Ne                                 | Ne                                 |                                    |                                    | Smbat Ier Roi d'Arménie            | Smbat Ier Roi d'Arménie            | Smbat Ier Roi d'Arménie          | Smbat Ier Roi d'Arménie          | Smbat Ier Roi d'Arménie                  | Smbat Ier Roi d'Arménie                  |                                          |                                          | Sophie                                   | Sophie                                   | Sophie | Sophie | Sophie                                   | Sophie                                   |                                          |                                          | Grigor-Dérénik Prince de Vaspourakan     | Grigor-Dérénik Prince de Vaspourakan     | Grigor-Dérénik Prince de Vaspourakan | Grigor-Dérénik Prince de Vaspourakan | Grigor-Dérénik Prince de Vaspourakan | Grigor-Dérénik Prince de Vaspourakan |                                  |                                  |                                  |                                  |  |  |  |  |  |  |  |  |  |  |
| Vahan           | Vahan           | Vahan           | Vahan           | Vahan                                  | Vahan                                  |                                        |                                        | Ne                                     | Ne                                     | Ne | Ne | Ne                                 | Ne                                 |                                    |                                    | Smbat Ier Roi d'Arménie            | Smbat Ier Roi d'Arménie            | Smbat Ier Roi d'Arménie          | Smbat Ier Roi d'Arménie          | Smbat Ier Roi d'Arménie                  | Smbat Ier Roi d'Arménie                  |                                          |                                          | Sophie                                   | Sophie                                   | Sophie | Sophie | Sophie                                   | Sophie                                   |                                          |                                          | Grigor-Dérénik Prince de Vaspourakan     | Grigor-Dérénik Prince de Vaspourakan     | Grigor-Dérénik Prince de Vaspourakan | Grigor-Dérénik Prince de Vaspourakan | Grigor-Dérénik Prince de Vaspourakan | Grigor-Dérénik Prince de Vaspourakan |                                  |                                  |                                  |                                  |  |  |  |  |  |  |  |  |  |  |
|                 |                 |                 |                 |                                        |                                        |                                        |                                        |                                        |                                        |    |    |                                    |                                    |                                    |                                    |                                    |                                    |                                  |                                  |                                          |                                          |                                          |                                          |                                          |                                          |        |        |                                          |                                          |                                          |                                          |                                          |                                          |                                      |                                      |                                      |                                      |                                  |                                  |                                  |                                  |  |  |  |  |  |  |  |  |  |  |
|                 |                 |                 |                 |                                        |                                        |                                        |                                        |                                        |                                        |    |    |                                    |                                    |                                    |                                    |                                    |                                    |                                  |                                  |                                          |                                          |                                          |                                          |                                          |                                          |        |        |                                          |                                          |                                          |                                          |                                          |                                          |                                      |                                      |                                      |                                      |                                  |                                  |                                  |                                  |  |  |  |  |  |  |  |  |  |  |
|                 |                 |                 |                 | Gagik Aboumerwan Régent de Vaspourakan | Gagik Aboumerwan Régent de Vaspourakan | Gagik Aboumerwan Régent de Vaspourakan | Gagik Aboumerwan Régent de Vaspourakan | Gagik Aboumerwan Régent de Vaspourakan | Gagik Aboumerwan Régent de Vaspourakan |    |    |                                    |                                    |                                    |                                    |                                    |                                    |                                  |                                  |                                          |                                          |                                          |                                          |                                          |                                          |        |        | Grigor-Abouhamza Arçrouni                | Grigor-Abouhamza Arçrouni                | Grigor-Abouhamza Arçrouni                | Grigor-Abouhamza Arçrouni                | Grigor-Abouhamza Arçrouni                | Grigor-Abouhamza Arçrouni                |                                      |                                      |                                      |                                      |                                  |                                  |                                  |                                  |  |  |  |  |  |  |  |  |  |  |
|                 |                 |                 |                 | Gagik Aboumerwan Régent de Vaspourakan | Gagik Aboumerwan Régent de Vaspourakan | Gagik Aboumerwan Régent de Vaspourakan | Gagik Aboumerwan Régent de Vaspourakan | Gagik Aboumerwan Régent de Vaspourakan | Gagik Aboumerwan Régent de Vaspourakan |    |    |                                    |                                    |                                    |                                    |                                    |                                    |                                  |                                  |                                          |                                          |                                          |                                          |                                          |                                          |        |        | Grigor-Abouhamza Arçrouni                | Grigor-Abouhamza Arçrouni                | Grigor-Abouhamza Arçrouni                | Grigor-Abouhamza Arçrouni                | Grigor-Abouhamza Arçrouni                | Grigor-Abouhamza Arçrouni                |                                      |                                      |                                      |                                      |                                  |                                  |                                  |                                  |  |  |  |  |  |  |  |  |  |  |
|                 |                 |                 |                 | Séda                                   | Séda                                   | Séda                                   | Séda                                   | Séda                                   | Séda                                   |    |    | Achot-Sargis Prince de Vaspourakan | Achot-Sargis Prince de Vaspourakan | Achot-Sargis Prince de Vaspourakan | Achot-Sargis Prince de Vaspourakan | Achot-Sargis Prince de Vaspourakan | Achot-Sargis Prince de Vaspourakan |                                  |                                  | Gagik Ier Prince puis roi de Vaspourakan | Gagik Ier Prince puis roi de Vaspourakan | Gagik Ier Prince puis roi de Vaspourakan | Gagik Ier Prince puis roi de Vaspourakan | Gagik Ier Prince puis roi de Vaspourakan | Gagik Ier Prince puis roi de Vaspourakan |        |        | Mlké                                     | Mlké                                     | Mlké                                     | Mlké                                     | Mlké                                     | Mlké                                     |                                      |                                      | Gourgen II Prince de Vaspourakan     | Gourgen II Prince de Vaspourakan     | Gourgen II Prince de Vaspourakan | Gourgen II Prince de Vaspourakan | Gourgen II Prince de Vaspourakan | Gourgen II Prince de Vaspourakan |  |  |  |  |  |  |  |  |  |  |
|                 |                 |                 |                 | Séda                                   | Séda                                   | Séda                                   | Séda                                   | Séda                                   | Séda                                   |    |    | Achot-Sargis Prince de Vaspourakan | Achot-Sargis Prince de Vaspourakan | Achot-Sargis Prince de Vaspourakan | Achot-Sargis Prince de Vaspourakan | Achot-Sargis Prince de Vaspourakan | Achot-Sargis Prince de Vaspourakan |                                  |                                  | Gagik Ier Prince puis roi de Vaspourakan | Gagik Ier Prince puis roi de Vaspourakan | Gagik Ier Prince puis roi de Vaspourakan | Gagik Ier Prince puis roi de Vaspourakan | Gagik Ier Prince puis roi de Vaspourakan | Gagik Ier Prince puis roi de Vaspourakan |        |        | Mlké                                     | Mlké                                     | Mlké                                     | Mlké                                     | Mlké                                     | Mlké                                     |                                      |                                      | Gourgen II Prince de Vaspourakan     | Gourgen II Prince de Vaspourakan     | Gourgen II Prince de Vaspourakan | Gourgen II Prince de Vaspourakan | Gourgen II Prince de Vaspourakan | Gourgen II Prince de Vaspourakan |  |  |  |  |  |  |  |  |  |  |
|                 |                 |                 |                 |                                        |                                        |                                        |                                        |                                        |                                        |    |    |                                    |                                    |                                    |                                    |                                    |                                    |                                  |                                  |                                          |                                          |                                          |                                          |                                          |                                          |        |        |                                          |                                          |                                          |                                          |                                          |                                          |                                      |                                      |                                      |                                      |                                  |                                  |                                  |                                  |  |  |  |  |  |  |  |  |  |  |
|                 |                 |                 |                 |                                        |                                        |                                        |                                        |                                        |                                        |    |    |                                    |                                    |                                    |                                    |                                    |                                    |                                  |                                  |                                          |                                          |                                          |                                          |                                          |                                          |        |        |                                          |                                          |                                          |                                          |                                          |                                          |                                      |                                      |                                      |                                      |                                  |                                  |                                  |                                  |  |  |  |  |  |  |  |  |  |  |
|                 |                 |                 |                 |                                        |                                        |                                        |                                        |                                        |                                        |    |    |                                    |                                    |                                    |                                    |                                    |                                    | Dérénik-Achot Roi de Vaspourakan | Dérénik-Achot Roi de Vaspourakan | Dérénik-Achot Roi de Vaspourakan         | Dérénik-Achot Roi de Vaspourakan         | Dérénik-Achot Roi de Vaspourakan         | Dérénik-Achot Roi de Vaspourakan         |                                          |                                          |        |        | Abousahl-Hamazasp Roi de Vaspourakan     | Abousahl-Hamazasp Roi de Vaspourakan     | Abousahl-Hamazasp Roi de Vaspourakan     | Abousahl-Hamazasp Roi de Vaspourakan     | Abousahl-Hamazasp Roi de Vaspourakan     | Abousahl-Hamazasp Roi de Vaspourakan     |                                      |                                      |                                      |                                      |                                  |                                  |                                  |                                  |  |  |  |  |  |  |  |  |  |  |